# ジュリアン・ウォッシュバーン
ジュリアン・ウォッシュバーン（Julian Washburn, 1991年12月18日 - ）は、アメリカ合衆国テキサス州ダラス郡出身のバスケットボール選手。身長203cm、体重95kg。ポジションはスモールフォワード。

## 経歴

### 若齢期・高校
テキサス州ダラス郡で生まれ育ち、ダンカンビル・ハイスクールを卒業後、テキサス大学エルパソ校に入学した。

### カレッジ・大学
2011年から2015年まで、テキサス大学エルパソ校で4シーズンプレーし、128試合に出場し、平均11.7得点、3.8リバウンド、2.1アシストの記録を残した。カンファレンスのオール・ディフェンシブ・チームには3度選ばれ、2015年にはカンファレンスの最優秀守備選手に選ばれている。卒業後、NBAドラフト資格を得たが、指名はされなかった。2015年にNBAサマーリーグに、デトロイト・ピストンズ、ゴールデンステート・ウォリアーズから参加したが、契約には至らなかった。

### NBA・プロ
2015年10月22日、プレシーズン終盤、レギュラーシーズン開幕直前にサンアントニオ・スパーズと、オースティン・スパーズで支配下選手とすることを目的に契約を結び、2日後のプレシーズン終了直後にウェイブされた。10月30日にDリーグのオースティン・スパーズと契約を結んだ.。

## プレースタイル
フットワークを活かしたデフェンス能力に優れ、カレッジ時代は優れたディフェンダーの一人に数えられ、１番から4番までガードでき、相手チームのエースプレーヤーにマッチアップする事が多かった。

## 脚註
1. ↑  “Julian-Washburn”.   draftexpress.com (2015年). 2017年11月4日閲覧。
2. ↑  “Julian Washburn”.   draftexpress.com (2015年). 2015年10月22日閲覧。
3. ↑  “Julian Washburn”.   UTEP (2015年). 2017年3月6日時点のオリジナルよりアーカイブ。2015年10月22日閲覧。
4. ↑  “Spurs signee Washburn likely Austin-bound”.   MySnantonio.com (2015年10月22日). 2015年10月25日閲覧。
5. ↑  “SPURS SIGN FORMER UTEP FORWARD JULIAN WASHBURN”.   projectspurs.com (2015年10月22日). 2015年10月22日閲覧。
6. ↑  “SPURS WAIVE WILLIAMS AND WASHBURN”.   NBA.com (2015年10月24日). 2015年10月25日閲覧。
7. ↑  “AUSTIN SPURS ANNOUNCE 2015 RETURNING PLAYERS AND TRAINING CAMP INVITEES”. NBA.com (2015年10月30日). 2015年10月30日閲覧。
8. ↑  “Julian Washburn signs with Spurs”.   poundingtherock.com (2015年10月22日). 2015年10月23日閲覧。
9. ↑  “2015 NBA Draft Profile: Julian Washburn”.   minerrush.com (2015年6月19日). 2015年10月23日閲覧。